# Frontiera între Franța și Spania
Frontiera între Franța și Spania a fost inițial trasată în 1659. Separă Franța de Spania.